# Michel Saint-Denis
Pour les articles homonymes, voir Jacques Duchesne.
Michel Saint-Denis dit « Jacques Duchesne » durant la Seconde Guerre mondiale, né le 13 septembre 1897 à Beauvais et mort le 31 juillet 1971 à Londres, est un acteur, metteur en scène, directeur de théâtre et professeur d'art dramatique français.

## Biographie
Neveu de Jacques Copeau, fondateur de Théâtre du Vieux-Colombier, Michel Saint-Denis rejoint la troupe de son oncle en 1919. Secrétaire général du théâtre, il devient le bras-droit de Copeau.
Il le suit à Pernand-Vergelesses en 1924, et dirige la troupe des Copiaus, qui devient en 1929, la Compagnie des Quinze à Paris. Il acquiert une dimension internationale, diffusant les idées de rénovation théâtrale de son oncle en Europe.
La Compagnie des Quinze s'installe au Théâtre du Vieux Colombier, en 1930. Elle engage André Barsacq qui conçoit et réalise un nouveau dispositif scénique, puis des décors et des costumes pour plusieurs spectacles. Elle s'adjoint le dramaturge André Obey comme auteur principal.
Michel Saint-Denis et sa Compagnie donnent des spectacles à Paris (au Vieux-Colombier de 1930 à 1932, puis au Théâtre de l'Atelier entre 1932 et 1934) et dans de nombreuses villes européennes, en particulier Londres et Bruxelles.
La Compagnie présente :
- Noé (1931), Le Viol de Lucrèce (1931), La Bataille de la Marne (1931) et Violante d'après Tirso de Molina (1933), d'André Obey dans le dispositif scénique et des décors et costumes d'André Barsacq
- Vénus et Adonis et Loire (1934) d'André Obey
- La Vie en rose  d'Armand Salacrou
- La Mauvaise Conduite de Jean Variot
- Lanceurs de graines de Jean Giono
- La Paysanne de Vallecas d’Henri Ghéon
- Don Juan (1935), 1re version de L'Homme de cendres d'André Obey

La troupe comprend en ses débuts une partie des anciens Copiaus : Suzanne Bing, Marguerite Cavadaski, Marie-Hélène Dasté, Marie-Madeleine Gautier (compagne de Saint-Denis) Auguste Boverio, Jean Dasté, Aman Maistre, Suzanne Saint-Denis (soeur de Saint-Denis et épouse de Maistre) et Jean Villard.
Elle fait aussi appel à des comédiens extérieurs aux Copiaus à l'occasion de certains spectacles : Pierre Fresnay, Génica Athanasiou, Sylvain Itkine ou Sylvia Bataille par exemple.
Après la tournée de 1935 à Bruxelles et Londres, la troupe a perdu sa mécène et doit trouver un théâtre attitré. Jean Giono propose à Saint-Denis de venir s'installer à Aix-en-Provence. Le projet démarre mal et Saint-Denis décide de dissoudre la troupe et de partir outre-Manche, avec quelques élèves.
Il fonde à Londres une école d'art dramatique, le London Theatre Studio, où il mêle l'héritage de Copeau et les travaux de Stanislavski, et met en scène des auteurs russes tel que Tchekhov. Il croise Alec Guinness, Peter Ustinov, Michael Redgrave, John Gielgud et Laurence Olivier. Il codirige également à cette époque le Royal Shakespeare Company.
Pendant la Seconde Guerre mondiale, il dirige Radio Londres (équipe française de la BBC) sous le pseudonyme de Jacques Duchesne, en souvenir du Père Duchesne du temps de la Révolution Française. Il anime la chronique quotidienne Les Français parlent aux Français (1940-1944). Il aide aussi Winston Churchill à rédiger le discours qu'il adresse aux français le 21 octobre 1940. En 1947, il fonde l’Old Vic Theatre Centre, qu'il dirige jusqu'à sa fermeture en 1952.
Il revient donc en France pour succéder en 1953 à André Clavé à la tête du Centre dramatique de l'Est à Colmar, transféré à Strasbourg l'année suivante, où il crée l'École supérieure d'art dramatique (TNS), qu'il animera jusqu'en 1957. Il est aussi conseiller à la Comédie-Française.
Il se retire en 1957. En 1958-1959, il participe à la conception de l’École nationale de théâtre du Canada à Montréal, puis il collabore, en 1960, à la création de la Juilliard Drama Division, au cœur du Lincoln Center de New-York, où il enseigne, et  dont il reste le consultant-directeur conseil jusqu’en 1969. Membre de l’Institut international du théâtre, il participe à de nombreux colloques sur la formation d’acteur dans différents pays. Il publie en 1960  Theatre, The rediscovery of style, avec une préface de Laurence Olivier. En 1962, il accepte pour trois ans la codirection de la Royal Shakespeare Company, avec Peter Brook et Peter Hall : il y crée un studio de formation et de recherche dramatique.
Il meurt à Londres le 31 juillet 1971 : d’importants hommages lui furent rendus dans le monde culturel anglo-saxon.[réf. nécessaire]

## Metteur en scène
- 1945 : Œdipe roi de Sophocle, Old Vic Theatre
- 1948 : La Reine des neiges de Andersen, Old Vic Theatre
- 1948 : Our Town de Thornton Wilder, Old Vic Theatre
- 1949 : Un mois à la campagne de Ivan Tourgueniev, Old Vic Theatre
- 1950 : La Flèche noire de Robert Louis Stevenson adapté par John Blatchley, Old Vic Theatre
- 1951 : La Maison de Bernarda Alba de Federico García Lorca, Old Vic Theatre
- 1951 : Électre de Sophocle, Old Vic Theatre
- 1952 : Le Roi Jean de William Shakespeare, Old Vic Theatre
- 1952 : Le Roi-Cerf de Carlo Gozzi, Old Vic Theatre
- 1952 : Le Jour fête du cordonnier de Thomas Dekker, Old Vic Theatre
- 1953 : Le Songe d'une nuit d'été de William Shakespeare, Comédie de l'Est
- 1953 : On ne badine pas avec l'amour d'Alfred de Musset, Comédie de l'Est
- 1953 : Tessa, la nymphe au cœur fidèle de Jean Giraudoux d'après Basil Dean et Margaret Kennedy, Comédie de l'Est
- 1953 : Une femme qu'a le cœur trop petit de Fernand Crommelynck, Comédie de l'Est
- 1954 : La Sauvage de Jean Anouilh, Comédie de l'Est
- 1955 : La Tragédie de Roméo et Juliette de William Shakespeare, Comédie de l'Est
- 1956 : Le Voleur d'enfants de Jules Supervielle, Comédie de l'Est
- 1957 : Le Pays noir de Jean-Claude Marrey, Comédie de l'Est

## Sources
- Michel Saint-Denis Résumé du mémoire de Jean-Baptiste Gourmel, 2005
- Les directeurs du TNS depuis sa création, site internet du Théâtre national de Strasbourg
- (en) Fonds Michel Saint-Denis, British Library